# تلمبه زنگی‌آباد
تلمبه زنگی‌آباد یک منطقهٔ مسکونی در ایران است که در دهستان زنگی‌آباد واقع شده‌است.